# طرح احیای دریاچه جازموریان با انتقال آب از دریای عمان

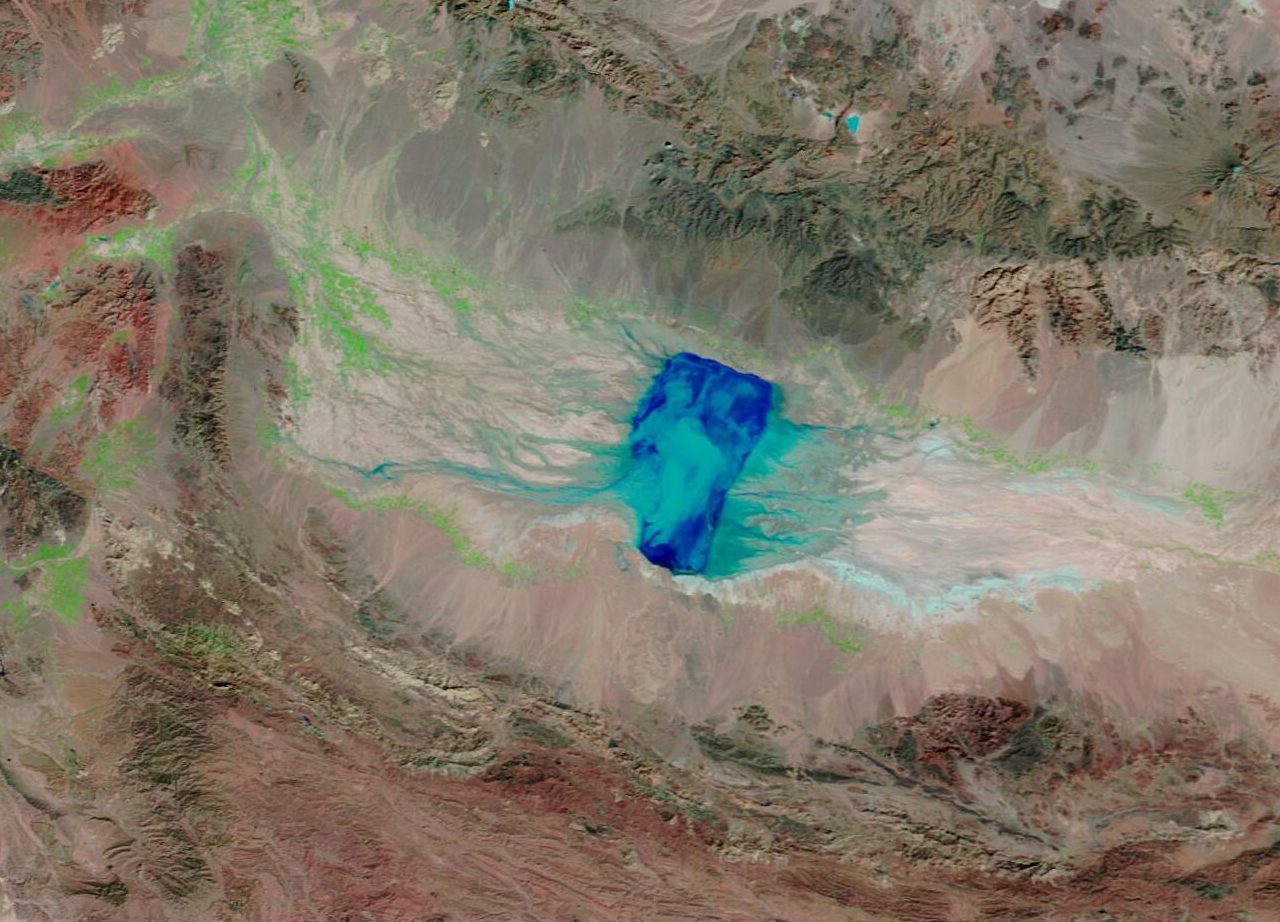
تصویر آبگیری ۵۰٪ دریاچه جازموریان در سیل دی ماه سال ۱۴۰۰ با ورود موج باد از غرب و جنوب غربی به منطقه. بیشتر حوضه آبریز خشک جازموریان که از هر طرف توسط کوه احاطه شده، سالانه کمتر از ۱۰۰ میلیمتر بارندگی دریافت می‌کند. مرطوب‌ترین قسمت در غرب، سالانه حدود ۲۰۰ میلیمتر بارش دریافت می‌کند. در مقابل، تبخیر سالانه در سراسر حوضه ۲۵۰۰ میلیمتر تخمین زده شده که یک محیط بسیار خشک که فقط به‌طور موقت رطوبت را حفظ می‌کند ایجاد کرده است.

طرح احیای دریاچه جازموریان با انتقال آب دریای عمان، طرحی برای احیای دریاچه/تالاب جازموریان و تأمین نیاز آبی مردم این حوضه آبریز است که شامل انتقال آب دریای عمان به وسیله تونل یا کانال به هامون جازموریان و احیای این دریاچه تا حداکثر ارتفاع تاریخی آن در تراز ۴۰۰ متری از سطح دریا و حجم ۱۵۸ میلیارد متر مکعب آب و بازگرداندن آب شور اشباع شده در کف دریاچه به دریای عمان یا به چاه ژرف متصل به دریا برای کنترل میزان شوری است. متولی احیای این دریاچه کارگروه احیای دریاچه جازموریان است. سُفره آب زیرزمینی در محدوده پهنه هامون جازموریان دارای آب شور می‌باشد؛ در نتیجه در محدوده پهنه برداشتی از آب زیرزمینی برای شرب یا کشاورزی انجام نمی‌شود. حوضهٔ آبریز جازموریان از شمال توسط کوه شاه، کوه بزمان و جبال بارز از حوضهٔ آبریز کویر لوت و از جنوب توسط بلندی‌های بشاگرد از حوضهٔ آبریز دریای عمان و خلیج فارس جدا می‌شود.

## مشخصات
طرح احیای دریاچه جازموریان با انتقال آب دریای عمان به منظور استفاده از موقعیت جغرافیایی ویژه کفه جازموریان در محصور بودن بین کوهستان‌ها و جهت جریان‌های هوای مرطوب در آن است تا در نتیجه احیای این پهنه آبی، کاهش قابل توجه دما و افزایش رطوبت نسبی در این حوضه آبریز رخ دهد و به مثبت شدن بیلان منابع آب به صورت طبیعی در این حوضه بیانجامد و به افزایش بارش‌ها در حوضه‌های مجاور نیز کمک کند. کاهش دما در این حوضه آبریز منجر به سه اثر بر الگوهای بارشی می‌شود که مورد اول تسهیل به اشباع رسیدن و تعدیل دمای هوای مرطوب سامانه‌های بارشی وارد شده به این حوضه آبریز و افزایش شدت بارش‌ها و احتمال رخ آن‌هاست. اثر دوم تغییرات میکروکلیمای هوای مستقر روی دریاچه، افزایش احتمال استقرار سامانه هوای با دمای کمتر و کم فشار حرارتی نسبت به مناطق مجاور بر روی این دریاچه و جذب بهتر سامانه‌های بارشی و هوای مرطوب دریای جنوب به سمت این حوضه آبریز است. اثر سوم افزاینده بارش‌ها، ایجاد امکان بارشِ اثر دریاچه‌ای و دریایی در این حوضه آبریز با توجه به ورود عمده سامانه‌های بارشی از مناطق گرمسیر جنوب غربی و شرقی و محصور بودن این دریاچه با کوهستان‌های بلند، به خصوص در شمال است. این سه اثر افزاینده بارش‌ها با آبگیری دوباره دریاچه جازموریان، سالانه به صورت طبیعی میلیاردها متر مکعب آب شیرین جدید در این منطقه تولید می‌شود و به مثبت شدن بیلان منابع آب و احیای دریاچه جازموریان می‌انجامد.
از اثرات جانبی طرح، کاهش نرخ تبخیر آب‌های شیرین موجود در این حوضه آبریز، تعدیل دمای سایر مناطق فلات مرکزی ایران، کاهش نرخ تبخیر در این حوضه آبریز و محدود شدن اثرات گرمایش جهانی بر این منطقه است. همچنین استفاده از آب شور دریاچه برای تأمین ارزان نیاز آبی صنایع معدنی و نیروگاهی منطقه و شکل‌گیری اقتصاد مبتنی بر آبزی‌پروری و گردشگری در حوضه آبریز جازموریان مهیا می‌گردد.
مسیر جریان‌های هوای مرطوب در کفه جازموریان در بیشتر مواقع سال (بهار، تابستان و پاییز) از سمت جنوب شرقی، جنوب و جنوب غربی به روی کفه و از آنجا به سمت ارتفاعات رشته کوه جبال بارز و در ادامه به سمت سایر مناطق و ارتفاعات فلات مرکزی ایران است. دریاچه جازموریان در زمان پرآبی تغذیه کننده رطوبت برای مناطق اطراف در این حوضه آبریز بوده است ولی با خشک شدن این کفه باتلاقی، میزان رطوبت روی این کفه از مناطق اطراف مثل شهر ایرانهشر، کهنوج و جیرفت کمتر بوده و دما بالاتر است.
روش‌ها و مسیرهای مختلفی برای اجرای این طرح ارائه شده است. برخی احیای دریاچه جازموریان را در قالب طرح‌های جامع تری مثل طرح احیای دریاچه‌های فلات مرکزی ایران یا طرح انتقال آب به فلات مرکزی بررسی کرده‌اند.

## اهداف طرح
با احیای دریاچه جازموریان میزان دما و رطوبت نسبی در منطقه تا حد زیادی کنترل خواهد شد. احیای دریاچه جازموریان به چند طریق باعث افزایش چشمگیر بارش‌ها و تولید طبیعی آب شیرین جدید در حوضه آبریز جازموریان و فلات مرکزی ایران خواهد شد. نتایج مطلوب احیای دریاچه جازموریان در حداکثر حجم آن در ارتفاع ۴۰۰ متری از سطح دریا که اهداف طرح احیای دریاچه جازموریان است به صورت زیر می‌باشد:
1. احیای دریاچه خشک شده برای احیای محیط زیست حوضه آبریز هامون جازموریان؛
2. تزریق رطوبت به حوضه آبریز و استفاده از موقعیت جغرافیایی ویژه هامون برای تولید طبیعی آب شیرین و بارش در ارتفاعات منطقه محصور کننده آن؛ هامون جازموریان از شمال توسط کوه شاه، کوه بزمان و رشته کوه جبال بارز، از شمال غربی توسط رشته کوه زاگرس و از جنوب توسط بلندی‌های بشاگرد توسط کوهستان محصور است و جهت جریان‌های باد عمدتا از جنوب و جنوب غرب به سمت این کفه و از آنجا به سمت شمال و رشته کوه جبال بارز و فلات مرکزی ایران است که در زمستان به دلیل بادهای شمالی و غربی و جنوب غربی جهت باد تغییر می‌کند.
3. کاهش دما در حوضه آبریز جازموریان، به اشباع رسیدن رطوبت هوای منطقه و بارش را تسهیل می‌شود. دلیل اصلی بارش کم جبهه هوای موسمی جنوب شرقی در تابستان در این حوضه آبریز دمای هوا در منطقه و به اشباع نرسیدن رطوبت در ارتفاعات است؛
4. با کاهش دمای هامون جازموریان، جبهه هوای کم فشار نسبت به مناطق اطراف در این منطقه تشکیل شده و رطوبت هوای دریای جنوب و سامانه‌های مرطوب بارشی، بیشتر به این منطقه جذب خواهند شد. دلیل نفوذ جبهه هوای موسمی تابستانه به جنوب شرق ایران، تشکیل جبهه هوای کم‌فشار در غرب پاکستان و جنوب شرق ایران است که علی‌رغم حمل رطوبت زیاد، به دلیل دمای هوای بالا در جنوب شرق ایران و حوضه آبریز هامون جازموریان، منجر به بارش جدی نمی‌شود؛[۱۶]
5. منشأ حدود ۲۵٪ از گرد و خاک در ایران هامون خشک جازموریان می‌باشد و با احیای دریاچه، این مشکل برطرف خواهد شد؛[۱۷]
6. کاهش دما، افزایش محسوس رطوبت منطقه و همچنین کاهش سرعت باد بر روی سطح به واسطه جذب انرژی باد به وسیله پیکره بزرگ آبی دریاچه جازموریان موجب کاهش تبخیر آب سالانه در حوضه آبریز جازموریان شده و آب بیشتری در این منطقه برای طبیعت و انسان در دسترس خواهد بود؛
7. بعد از تشکیل این دریاچه به دلیل مسطح بودن نسبی زمین و عمق کم دریاچه در حاشیه‌ها، امکان کشت آسان میلیون‌ها هکتار جنگل حرا در حاشیه این دریاچه و تشکیل اکوسیستم مناسب برای رشد آبزیان و پرندگان در آن وجود دارد که زمینه ایجاد اقتصاد مبتنی بر پرورش آبزیان و گردشگری را در این دریاچه بسته فراهم می‌کند.

خشک شدن همیشگی تالاب جازموریان موجب از بین رفتن اکوسیستم گیاهی و جانوری منطقه، تغییر بافت گیاهی حاشیه رودخانه هلیل‌رود و تالاب جازموریان شده و ادامه این موضوع موجب نابودی مزارع و درختان، نابودی دام‌ها، پیشروی تپه‌های شنی در شرق استان سیستان و بلوچستان و جنوب کرمان به سمت مناطق مسکونی، زراعی و باغی و ایجاد مشکلات دیگر در منطقه حوضه آبریز جازموریان شده است.

## مشخصات هامون جازموریان
هامون جازموریان یک کفه باتلاقی است که وسعت آن در گذشته دور در فصول پرباران به ۳۳۰۰ کیلومترمربع می‌رسید و به دلیل شرایط اقلیمی ویژه، در بیشتر مواقع سال بخش اعظم آن به کفه نمکی و کفه‌های رسی تبدیل می‌شد. بستر دریاچه از لایه‌های شنی و آهکی و قلوه سنگ ساخته شده است. ورودی آب هامون از رودهای هلیل رود و بمپور شیرین قابل شرب است که عمدتاً به صورت سیلاب وارد دریاچه می‌شود. بنابر دانسته‌های موجود، شوری آب دریاچه جازموریان (قبل از خشک شدن کامل در اواخر دهه ۷۰ شمسی) تا حد فوق اشباع از نمک بوده است. سفره آب زیرزمینی در محدوده پهنه هامون جازموریان دارای آب شور می‌باشد.
با توجه به نسبت مساحت به عمق پایین دریاچه، مساحت دریاچه در هر فصل برای ایجاد شرایط مطلوب دما و رطوبت برای بارش، تا حدی قابل تنظیم خواهد بود.
از دلایل اصلی بارش‌ها در جنوب و جنوب شرق ایران، به خصوص بارش‌های تابستانه، ایجاد سیستم کم فشار در این منطقه نسبت به خلیج فارس و دریای عمان و جذب شدن رطوبت و سامانه‌های بارشی موسمی به جنوب شرق ایران است. ایجاد دریاچه جازموریان و کاهش دمای این حوضه آبریز موجب جذب بیشتر رطوبت دریای جنوب و سامانه‌های بارشی به این منطقه و داخل فلات ایران می‌شود.

## پیگیری‌های مردمی
تاکنون کمپین‌ها، اعلامیه‌ها و کارزارهای مختلف مردمی برای مطالبه احیای دریاچه ارومیه برگزار شده است و در ارديبهشت ۱۴۰۲ کمیته‌ای محلی و مردمی برای پیگیری طرح‌های احیای دریاچه ارومیه تشکیل شد.

## اقتصاد طرح

### درآمدها
درآمدهای ناشی از اجرای این طرح عمدتا از طریق احیای اکوسیستم دریاچه جازموریان در حداکثر حجم آب آن و کل حوضه آبریز دریاچه که به هند ایران معروف است، تأمین ده‌ها میلیارد متر مکعب آب شیرین به صورت طبیعی با کاهش دما و تزریق رطوبت به حوضه آبریز دریاچه جازموریان در ۴ استان جنوبی و شرقی کشور و فراتر از آن در فلات ایران برای تولید ده‌ها میلیارد متر مکعب آب شیرین جدید و همچنین استفاده‌های محلی از دریاچه و ساحل آن است. در صورت ایجاد گرادیان شوری آب در دریاچه سد، امکان شیرین سازی بسیار ارزانتر آب از محل دریاچه نسبت دریا برای انتقال به فلات مرکزی نیز وجود دارد.

### هزینه‌ها
هزینه‌های این طرح به بخش هزینه‌های اولیه و هزینه جاری تقسیم می‌شود.
عمده هزینه اولیه طرح مربوط به ساخت تونل به طول ۹۱ کیلومتر و تأسیسات پمپاژ آب است. برای برآورد کردن هزینه احداث این تونل می‌توان به کارهای مشابه رجوع کرد. یکی از این پروژه‌ها با ابعاد مهندسی قابل قیاس، طرح احداث تونل انتقال آب داهوفانگ در کشور چین است که ۸۵٫۳ کیلومتر طول و ۸ متر قطر داشته و در مقیاس تونل مورد نیاز برای انتقال آب دریا به هامون جازموریان می‌باشد. این تونل بین سال‌های ۲۰۰۶ تا ۲۰۰۹ میلادی با هزینه ۷۵۰ میلیون دلار احداث شد.

## طرح‌های شاخص احیای جازموریان

### علی فراستی و محمود شاهبداغی
این دو محقق هر کدام طرحی مشابه را برای انتقال آب دریای عمان به فلات مرکزی ایران ارائه داده‌اند که احیای تالاب جازموریان بخشی از آن بوده است. در طرح نفر اول این انتقال آب به حوضه آبریز جازموریان با کانال و در طرح نفر دوم با تونلی از زیر بلندی‌های بشاگرد پیشنهاد شده است. بعد از ارائه طرح‌های گوناگون برای احیای دریاچه جازموریان، این دو کارشناس نیز به صورت مشترک با انتشار مقاله‌ای با عنوان «رؤیای دریاچه جازموریان» در تاریخ اول فروردین سال ۱۴۰۳ به بیان طرح مشترک خود برای احیای دریاچه جازموریان با انتقال آب از دریای عمان پرداختند و در آن هر دو روش انتقال آب با تونل و کانال را برای رسیدن به اهداف بررسی کردند.

#### پژوهش حول امکان آبرسانی به جازموریان
احیاء مجددهامون جازموریان و رؤیای تبدیل آن به یک دریاچه زنده برای عده‌ای از شهروندان ایرانی داخل و حارج کشور تبدیل به یک موضوع پژوهشی شده است. اگرچه هزینه احیاء مجدد این دریاچه هنوز قابل محاسبه نیست ولی مشخص است که انتقال آب دریاهای آزاد از منطقه‌ای در جنوب شرقی بندر عباس به این چاله بزرگ اولین گام برای انتقال آب به فلات مرکزی است. برای تحقق این هدف، دو فن آوری شناخته شده (قنات و پمپ آب) پیشنهاد می‌شوند. برای رسیدن به این منظور، قناتی با ارتفاعی پایین‌تر از نقطه‌ای در شرق بندرعباس در دریای عمان یا در دهانهٔ خلیج فارس حفر می‌شود تا با شیب حدوداً ۱ درصد، آب را تا کوهپایه‌های تالاب جازموریان هدایت کند.
دو شیوه برای پمپاژ آب به ارتفاع ۵۰۰ متری پیشنهاد می‌شوند:
شیوه اول: انتقال آب از طریق قنات به طول ۹۶ کیلومتر به مخزنی در زیر کوه‌های بشاگرد، ساخت مخزن زیرزمینی و سپس پمپاژ عمودی آب از وسط یک دالان عمودی تا ارتفاع ۵۰۰ متر و سپس جاری کردن آن به‌هامون. اگر فن آوری کنونی امکان پمپاژ آب در یک مرحله تا ارتفاع ۵۰۰ متری را فراهم نکند، ضروری است که در ارتفاع ۲۵۰ متری مجددا آب دریافتی پمپاژ شده و تا ارتفاع ۵۰۰ متری برسد.
شیوه دوم: انتقال آب از روی شیب کوه بشاگرد تا ارتفاع ۵۰۰ متر. پژوهش‌های کنونی نشان می‌دهد که پمپ‌های قوی قادرند آب را تا ارتفاع ۲۵۰ متری بالا ببرند. در اینصورت لازم است پمپ خانه کمکی در ارتفاع ۲۵۰ متری تعبیه شده تا آب را مجدداً تا ارتفاع ۵۰۰ متری رسانده و سپس از طریق لوله، قنات یا تونل با شیب ۱ درصد آب دریافت شده را به سمت‌هامون جازموریان تخلیه کند.
هدف نهایی رساندن سطح آب دریاچه به ارتفاع ۵۰۰ متر از سطح دریا و حفظ این سطح است. در چنان حالتی‌هامون یا باتلاق فعلی تبدیل به یک دریاچه دائمی شده و ظرفیت‌های گردشگری، پرورش ماهی و توسعه کشاورزی فعال شده و در کنار توسعه سواحل مکران، بخشی از فلات ایران که در طول هزاران سال به مرور رو به خشکی نهاده مجدا احیاء خواهد شد.

### احیای دریاچه با کمک بارشِ اثر دریاچه‌ای و دریایی[۱۲]
این طرح که با تأسی از طرح‌های گوناگون ارائه شده برای احداث ایرانرود و صرفاً برای احیای تالاب جازموریان ارائه شد، هدف اصلی را احیای دریاچه تاریخی جازموریان در حداکثر تراز طبیعی و تاریخی آن در ارتفاع ۴۰۰ متری از سطح دریا قرار داده است و بر اساس آن صفحه ویکی‌پدیای طرح احیای دریاچه جازموریان با انتقال آب از دریای عمان ساخته شد.
ارتفاع سطح دریاچه جازموریان از سطح دریاهای آزاد در پرآب‌ترین زمان در طول تاریخ در حدود ۴۰۰ متر بوده است. بدین ترتیب مساحت آن بالغ بر ۹۵۰۰ کیلومتر مربع می‌گردد. عمیق‌ترین نقطه آن ۵۰ متر بوده و در نتیجه حجم آب موجود در این دریاچه بالغ بر ۱۵۸ میلیارد متر مکعب می‌گردد. کوتاهترین فاصله دریاچه جازموریان تا آبهای آزاد در ورودی تنگه هرمز به خط راست (تونل) در حدود ۹۰ کیلومتر است و در صورت احداث کانال، مسیری ۱۲۰ کیلومتری تا ساحل سیریک، هموارترین مسیر ایجاد کانال انتقال آب دریای عمان به هامون جازموریان است. در این طرح حفر تونلی به طول ۹۱ کیلومتر از خود چاخا و ساحل کرگان در دریای عمان به سبب کاهش چشمگیر هزینه پمپاژ آب در بلند مدت و حفاری‌ها در طرح جایگزین ایجاد کانال، بهینه تشخیص داد شده است. مسیر جریان‌های هوایی در جازموریان در اکثر سال از سمت جنوب و جنوب غربی به روی کفه جازموریان و از آنجا به سمت ارتفاعات رشته کوه جبال بارز و در ادامه به سمت سایر مناطق و ارتفاعات فلات مرکزی است. در شرایط خشکی این دریاچه، دمای هوا بر روی آن بالاتر و رطوبت نسبی کمتر از مناطق مجاور آن در ابن حوضه آبریز است؛ این در شرایطی است که در گذشته تالاب جازموریان تعدیل کننده دمای منطقه و تزریق کننده رطوبت به آن بوده است.

#### به پایداری رساندن دریاچه جازموریان
بعد از احیای دریاچه جازموریان با پمپاژ آب تا ارتفاع ۴۰۰ متری و حجم آب ۱۵۸ میلیارد متر مکعب، کاهش دما در این حوضه آبریز منجر به دو اثر بر الگوهای بارشی می‌شود. یکی از این اثرات، تسهیل به اشباع رسیدن رطوبت هوای سامانه‌های بارشی وارد شده به این حوضه آبریز است که به شدت بارش‌ها و احتمال رخ داده آن‌ها می‌افزاید. اثر دوم کاهش دما در این حوضه آبریز افزایش احتمال استقرار سامانه هوای کم فشار حرارتی نسبت به مناطق اطراف بر روی حوضه آبریز جازموریان است که منجر به جذب بهتر سامانه‌های بارشی و هوای مرطوب دریای جنوب به سمت این حوضه آبریز می‌شود. این دو عامل افزاینده بارش‌ها در کنار عامل سوم یعنی بارشِ اثر دریاچه‌ای و دریایی در این حوضه آبریز (که در نتیجه تبخیر از سطح دریاچه جازموریان و جذب رطوبت دریای عمان و به تله افتادن این رطوبت در ارتفاعات این حوضه آبریز است) در نهایت منجر به افزایش چشمگیر بارش‌ها در حوضه آبریز جازموریان و مناطق اطراف آن خواهد شد و بدین شکل به صورت طبیعی میلیاردها متر مکعب آب شیرین جدید در این منطقه تولید می‌شود و به مثبت شدن بیلان منابع آب و احیای دریاچه جازموریان می‌انجامد، به صورتی که برای حفظ این دریاچه به صورت سالانه پمپاژ آب محدودی نیاز خواهد بود.

#### آب شور فوق اشباع کف دریاچه
بعد از احیای دریاچه جازموریان در تراز ۴۰۰ متری از سطح دریا، با توجه به دمای هوای بالای منطقه تالاب جازموریان و عمق بالای دریاچه که بیش از ۲۰ متر است، حداقل در فصول گرم سال لایه بندی حرارتی در دریاچه ایجاد می‌شود. در چنین شرایطی در کف دریاچه آب شور فوق اشباعی را خواهیم داشت. می‌توان از این لایه بندی دریاچه در این فصول استفاده نمود و آب فوق شور فوق اشباع را به سمت چاه ژرف یا به سمت دریا هدایت نمود و از آب شیرین با کیفیت بالاتر باقی مانده در دریاچه جازموریان برای اهداف گوناگون از جمله شیرین سازی ارزانتر آب و تأمین آب شرب مناطق اطراف دریاچه جازموریان استفاده نمود. سفره آب زیرزمینی در محدوده خود تالاب جازموریان دارای آب شور می‌باشد و این نوید را می‌دهد که آب‌های ژرف در این محدوده نیز دارای آب شور باشند و اگر این آب‌های ژرف به سفره آب زیرزمینی زیر دریای عمان راه داشته باشند، با هزینه کم و بدون اثر سوء می‌شود آب شور فوق اشباع در کف دریاچه احیا شده جازموریان را به سمت این آب‌های ژرف هدایت کرد.

## دلایل موافق و مخالف
موافقان به هزینه بسیار کمتر تأمین آب شیرین با افزایش بارش و کاهش تبخیر در این منطقه با احیای دریاچه جازموریان در حوضه آبریز نسبت به طرح‌های شیرین سازی و انتقال آب دریا به فلات مرکزی اشاره می‌کنند. غالب مردم در این منطقه کشاورزی بوده و بجز صنایع غذایی صنعت شاخص دیگری در منطقه مستقر نمی‌باشد و بعد از احیای دریاچه جازموریان در حداکثر حجم آن به صورت دائمی، آب و هوای حوضه آبریز جازموریان مناسب کشت انواع گیاهان گرم و استوایی آب بر را خواهد خواهد بود که چنین ظرفیتی در هیچ منطقه دیگری در ایران و غرب آسیا وجود ندارد. با توجه به اینکه منشأ ۲۵٪ ریزگردها در ایران کفه خشک شده جازموریان می‌باشد، احیای این تالاب یک اولویت ملی محیط زیستی می‌باشد.
مخالفان نیز به هزینه بالای ساخت تونل و پمپاژ آب تا ارتفاع کفه جازموریان و عملی نبودن دریافت هزینه افزایش بارش‌ها از مصرف‌کنندگان این آب در مناطق بالادست، احتمال زیر آب رفتن چند روستا در صورت گسترش دریاچه و هزینه بالای سازه‌ای برای جلوگیری دوباره از آب شیرین باران ایجاد شده در منطقه و مخلوط شدن دوباره آن با آب شور دریاچه اشاره می‌کنند.

## طرح‌های دیگر احیای جازموریان بدون انتقال آب
بعد از خشکی تقریباً دائمی هامون جازموریان از اواخر دهه ۱۳۷۰، برای احیای دریاچه و محیط زیست حوضه آبریز جازموریان ۳ راهکار به مسئولان پیشنهاد شده که از بین آنها دو راهکار اول شامل کاهش قابل توجه مصرف آب سرشاخه رودهای تأمین کننده آب تالاب جازموریان و برگرداندن شرایط حوضه آبریز به قبل از زمان کاهش ورود آب به هامون جازموریان و راهکار سوم، انتقال آب دریا به کفه جازموریان بوده است.
با توجه به غیرقابل بازگشت بودن افزایش جمعیت و ادامه افزایش مصرف آب در صنعت، خدمات و کشاورزی حتی با وجود اتخاذ روش‌های بهینه و به روز در مصرف آب در سرشاخه‌های رودخانه هلیل و بمپور و همچنین کاهش قابل توجه بارش‌ها در نتیجه تغییر اقلیم در این حوضه آبریز، بازگرداندن شرایط تراز آبی حوضه آبریز به زمان پرآبی تالاب جازموریان با منابع آب موجود بدون حذف جمعیت غیرممکن شده است؛ لذا از بین ۳ راهکار پیشنهادی برای احیای دریاچه جازموریان، تنها راهکار سوم یعنی انتقال آب دریای عمان به این حوضه آبریز برای احیای آن باقی مانده است.